# Alessandro Natta
Alessandro Natta (né le 7 janvier 1918 à Oneglia en Ligurie - mort le 23 mai 2001) était un homme politique italien qui fut l'avant dernier secrétaire général du Parti communiste italien (PCI), de 1984 à 1988.